# Mullsjö (plaats)
Mullsjö is een plaats in de gemeente Mullsjö in het landschap Västergötland en de provincie Jönköpings län in Zweden. De plaats heeft 5508 inwoners (2005) en een oppervlakte van 496 hectare.
De plaats ligt aan het meer Mullsjön (het meer aangegeven op de kaart is het Vättermeer).

## Verkeer en vervoer
Bij de plaats lopen de Riksväg 26, Riksväg 47 en Länsväg 185.
De plaats heeft een station aan de spoorlijn Falköping - Nässjö.